# Salman Rushdie
Sir Ahmed Salman Rushdie Kt. FRSL, també conegut pel nom de ploma Salman Rushdie, (Mumbai, 19 de juny de 1947) és un escriptor britànic. El seu estil ha estat comparat amb el realisme màgic llatinoamericà, i la major part de les seves obres de ficció estan ambientades al subcontinent indi. Les seves dues novel·les més famoses són Els fills de la mitjanit (Midnight's Children) i Els versos satànics (The Satanic Verses). Ha rebut, entre molts altres guardons, el Premi Whitbread, els premis a l'Autor de l'Any a la Gran Bretanya i Alemanya, el Premi al Millor Llibre Estranger a França, el Gran Premi de Budapest de Literatura, el Premi Grinzane Cavour i el Premi Nacional de les Arts dels Estats Units. El 2008, Els fills de la mitjanit va ser nomenat el millor Booker Prize de la història en una votació pública celebrada en el quarantè aniversari del premi. Abanderat de la lluita per la llibertat d'expressió, Rushdie ha rebut molts reconeixements honorífics, entre els quals destaquen l'Edgerton Prize of the American Civil Liberties Union, el títol de Knight Bachelor britànic i el de Commandeur de l'Ordre des Arts et des Lettres francès.

## Biografia
Nascut i criat a Bombai, es va traslladar durant la seva joventut al Regne Unit, on va estudiar al col·legi Rugby School de Warwickshire i al King's College de la Universitat de Cambridge.
En l'actualitat, és ciutadà britànic. El 2004, es va casar per quarta vegada amb la coneguda model i actriu índia Padma Lakshmi.
En un article Rushdie va escriure que «mai no m'havia considerat un escriptor preocupat per la religió, fins que una religió va començar a perseguir-me» i va esmentar no només l'integrisme islàmic com a problema sinó també el fanatisme cristià encarnat en la figura de Tony Blair i en el govern nord-americà de George W. Bush. A més, s'ha mostrat en contra de la llei que prohibeix «la incitació a l'odi religiós», perquè la considera extremadament restrictiva i contrària a la llibertat d'expressió. Malgrat ser votant del laborisme, s'ha referit a Blair com a «president autoritari».  Per altra banda Rushdie ha assenyalat que una societat lliure i civilitzada hauria de ser jutjada per la seva disposició a acceptar la pornografia, i que la seva situació en la cultura musulmana (censurada i prohibida en diversos països) és el resultat de la segregació de sexes.
És el president del PEN Club nord-americà, associació d'escriptors pertanyent a PEN Club Internacional.
L'agost del 2022, durant una conferència a Nova York, va ser atacat per un jove que li va clavar ganivetades al coll i a l'abdomen.

## Obra
La seva carrera literària va començar el 1975 amb Grimus, un relat fantàstic, parcialment de ciència-ficció, que no va tenir gaire èxit. La seva següent obra, no obstant això, el catapultaria a la fama. El 1980, la novel·la Els fills de la mitjanit, una de les obres de ficció en anglès més importants i conegudes del segle xx, va marcar una fita en la narrativa índia en llengua anglesa i li va valer el Premi Booker, el premi literari més prestigiós del Regne Unit, l'any 1981. El 1993, aquesta obra va ser premiada amb l'anomenat Booker of Bookers, premi concedit al millor de tots els llibres guardonats amb el Premi Booker en els seus primers 25 anys d'existència. Els fills de la mitjanit és considerada per molts la millor obra de Rushdie fins a la data, i una de les grans obres de la literatura universal.
Els fills de la mitjanit narra la història d'un nen amb poders paranormals que neix precisament a la mitjanit del 15 d'agost de 1947, al moment exacte de la independència de l'Índia. El llibre va provocar una certa controvèrsia a l'Índia perquè contenia referències considerades despectives cap a la llavors Primera Ministra Indira Gandhi.
Després d'Els fills de la mitjanit, Rushdie va escriure una novel·la curta, Shame('Vergonya'), on reflecteix la convulsió política al Pakistan, basant els seus personatges principals en les figures de Zulfikar Ali Bhutto i del general Muhammad Zia-ul-Haq. Aquesta novel·la incideix en l'estil de realisme màgic que caracteritzava Els fills de la mitjanit.
El 1987 publica The Jaguar Smile: A Nicaraguan Journey ('El somriure del jaguar: Un viatge per Nicaragua'), un llibre de viatges sobre aquest país centreamericà. Dos anys després, el 1989, publica la novel·la Els versos satànics, obra que li valdria una condemna de mort en un edicte religiós, o fàtua, emès per l'aiatol·là Ruhol·lah Khomeini, pel suposat contingut blasfem del llibre.
El 1990 publica Haroun i el mar de les històries (Haroun and the Sea of Stories), obra al·legòrica que tracta els problemes socials del subcontinent indi. A aquesta obra la seguirien el llibre de relats East, West ('Est, oest') el 1994, i les novel·les The Moor's Last Sigh ('L'últim sospir del moro') –Premi Aristeion el 1995–, La terra sota els seus peus (The Ground Beneath Her Feet) el 1999 i Fúria (Fury) l'any 2001.
Les seves últimes novel·les han estat Shalimar the Clown ('Shalimar el pallasso'), de 2005; L'encantadora de Florència (The Enchantress of Florence, 2008); Luka i el foc de la vida (Luka and the Fire of Life, 2010, infantil), i Dos anys, vuit mesos i vint-i-vuit nits (Two Years, Eight Months and Twenty-Eight Nights, 2014).

### Els versos satànics
El setembre de 1988, la publicació d'Els versos satànics, una narració novel·lada sobre els versicles satànics del profeta de l'Islam Muhàmmad, va provocar una controvèrsia immediata en el món musulmà a causa de la suposada irreverència amb què s'hi tracta la figura del profeta Mahoma. L'Índia va prohibir el llibre el 5 d'octubre i Sud-àfrica el va prohibir el 24 de novembre. Al cap de diverses setmanes, el Pakistan, l'Aràbia Saudita, Egipte, Somàlia, Bangladesh, el Sudan, Malàisia, Indonèsia i Qatar també l'havien prohibit. El 12 de febrer de 1989, cinc persones van ser abatudes pels trets de la policia durant una protesta contra el llibre a Islamabad.
El 14 de febrer de 1989, un edicte religiós, o fàtua, instant a l'execució de l'escriptor, va ser llegit a Ràdio Teheran per l'aiatol·là Ruhol·lah Khomeini, el líder religiós de l'Iran. L'edicte acusava el llibre de «blasfèmia contra l'islam». A més, Khomeini va acusar Rushdie del pecat d'apostasia, l'abandó de la fe islàmica que segons els hadits, o 'tradicions' del profeta, ha de castigar-se amb la mort. Khomeini també va fer una crida a l'execució d'aquells editors que publiquessin el llibre coneixent-ne els continguts.
El 24 de febrer, Khomeini va oferir una recompensa de tres milions de dòlars estatunidencs per la mort de Rushdie. Rushdie passaria anys vivint amagat sota protecció britànica.
També el músic Yusuf Islam (Cat Stevens) es va expressar públicament a favor de la fàtua en una entrevista a la televisió britànica.
El 1990, Rushdie va publicar un assaig titulat In Good Faith ('De bona fe') per tranquil·litzar els seus crítics i va afirmar el seu respecte per l'islam. Malgrat això, les autoritats religioses iranianes no van anul·lar la fàtua. Encara que Rushdie ha fet altres declaracions públiques en defensa del seu llibre i negant que aquest insulti l'islam, certs musulmans encara consideren vàlid l'edicte contra Rushdie.
El 1997, la recompensa es va doblar, i l'any següent el fiscal general de l'estat iranià va ratificar el seu suport. L'any 1998, el Govern iranià es va comprometre públicament a no instigar l'execució de Rushdie. Això va ocórrer en el marc d'un acord més ampli entre l'Iran i el Regne Unit per normalitzar les relacions entre tots dos països. Posteriorment, Rushdie va declarar que deixaria de viure ocult.

## Obra publicada

### Novel·les (ficció)
- Grimus (1975)
- Midnight's Children (1981)
- Shame (1983)
- Els versos satànics (1988)
- The Moor's Last Sigh (1995)
- The Ground Beneath Her Feet (1999)
- Fury (2001)
- Shalimar the Clown (2005)
- The Enchantress of Florence (2008)
- Two Years Eight Months and Twenty-Eight Nights (2015)
- The Golden House (2017)[9]
- Quichotte (2019)[10]

### Col·leccions
- East, West (1994)
- Mirrorwork: 50 Years of Indian Writing 1947–1997 (1997, Editor, with Elizabeth West)
- The Best American Short Stories (2008, Guest Editor)

### Literatura infantil
- Haroun and the Sea of Stories (1990)[11]
- Luka and the Fire of Life (2010)

### Assaig i no ficció
- The Jaguar Smile: A Nicaraguan Journey (1987)
- In Good Faith, Granta Books (1990)
- Imaginary Homelands: Essays and Criticism, 1981–1991 (1992)
- The Wizard of Oz: BFI Film Classics, British Film Institute (1992)
- Mohandas Gandhi, Time (13 April 1998)[12]
- Imagine There Is No Heaven (Extracte de Letters to the Six Billionth World Citizen)[13]
- Step Across This Line: Collected Nonfiction 1992–2002 (2002)[14]
- The East Is Blue (2004)
- "A fine pickle", The Guardian (28 February 2009)[15]
- In the South, Booktrack (7 February 2012)
- Joseph Anton: A Memoir (2012)
- Languages of Truth: Essays 2003–2020 (2021)[16]

## Premis i distincions
- Premi Booker per Fills de la mitjanit (1981)
- Premi James Tait Black Memorial per Fills de la mitjanit (1981)
- Premi del Consell de les Arts
- Premi de la Unió Anglesa
- Premi Costa Book (avui Premio Costa) per Els versos satànics (1988) i per L'últim sospir del moro (1995)
- Premi Booker de Booker, la millor novel·la en haver guanyat el premi en els seus primers 25 anys d'existència (1993)
- Premi Prix Colette (1993) (els hereus de Colette van mostrar el seu desacord per la decisió d'atribuir el premi a Salman Rushdie i retiraren l'autorització per a l'ús del nom de l'escriptora. El premi Colette és ara el premi "Llibertat literària")
- Premi Aristeion de Literatura de la Unió Europea per L'últim sospir del moro (1996)
- Premi al millor llibre estranger a França per Venjança (Prix Du Meilleur Livre Etranger)
- Premi de la Guilda de Escriptors de Gran Bretanya, categoria literatura infantil
- Premi Secció eurasiàtica del Premi Commonwealth per El terra sota els seus peus (2000)
- Cavaller de l'Ordre de l'Imperi Britànic (2007)
- Premi Hans Christian Andersen (2013)
- Premi austríac de literatura europea
- Millor llibre de l'any de la revista TIME per L'últim sospir del moro i Shalimar el pallasso
- Llibre notable del New York Times per Fúria